# Carl Renatus de Bombelles

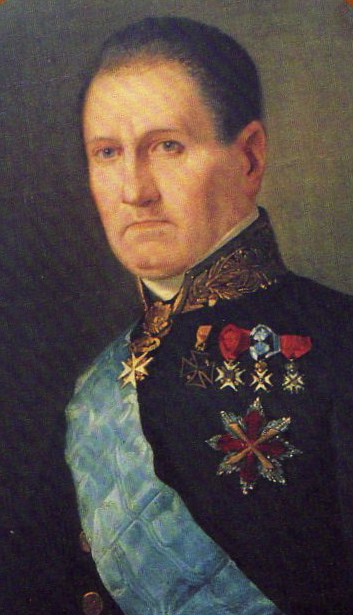
Carl Renatus de Bombelles.

Carl Renatus de Bombelles, född den 6 november 1785 i Versailles, död där den 30 maj 1856, var en österrikisk militär. Han var son till Marc Marie de Bombelles och Marie-Angélique de Bombelles och bror till Ludwig Philipp de Bombelles.
de Bombelles, som var fransk greve, var chef för hovet hos exkejsarinnan Marie Louise av Österrike, med vilken han 1833 ingick ett morganatiskt äktenskap.